# Dmitri Mamine-Sibiriak
Dmitri Narkissovitch Mamine-Sibiriak (Дми́трий Нарки́сович Ма́мин-Сибиря́к), né Mamine, le 25 octobre/6 novembre 1852 au village de l'usine Vissimo-Chatanski de l'ouïezd de Verkhotourié dans le gouvernement de Perm et mort le 2/15 novembre 1912 à Saint-Pétersbourg, est un écrivain et dramaturge russe.
Composée d'une quinzaine de romans et de près de deux cents récits, nouvelles, essais et contes pour enfants, son œuvre s'inscrit dans la meilleure tradition du réalisme russe. Maxime Gorki le considérait comme l'un de ses maîtres.

## Biographie
Il naît le 25 octobre (ancien style) 1852 dans la famille d'un prêtre orthodoxe, Narcisse Matveïevitch Mamine (1827-1878). Sa sœur Élisabeth (1866-1925) devient élève en 1878 du Premier lycée de jeunes filles d'Ekaterinbourg. Son frère cadet, Vladimir (1863-1909), sera député de la Douma d'Empire. Dmitri Mamine est élevé à domicile, puis à l'école locale avec les enfants des ouvriers de la fabrique, et de 1866 à 1868 au séminaire d'Ekaterinbourg et enfin au séminaire de Perm dont il sort en 1872 avant la fin de ses études. Il entre la même année à l'Académie impériale médico-chirurgicale au département vétérinaire. Pour gagner un peu d'argent, il écrit dès 1874 des rapports de réunions de sociétés scientiques dans les journaux, ou des historiettes pleines d'action avec des personnages locaux hauts en couleur. Il publie dans Le Fils de la Patrie (Сын отечества) et Horizon (Кругозор). En 1876, il abandonne ses études de vétérinaire pour s'inscrire à la faculté de droit de l'université de Saint-Pétersbourg; mais à court d'argent et en mauvaise santé (il commence une pleurite), il abandonne au bout d'un an et retourne vivre chez ses parents à l'été 1877. Mais son père meurt l'année suivante et Dmitri doit aider la famille. Dans son roman autobiographique Traits de vie de Pepko («Черты из жизни Пепко», 1894), il exprime tout le découragement qu'il éprouve à l'époque.
Il déménage à Ekaterinbourg où il vit avec Maria Akimovna Alexeïeva qui le rassure et le conseille sur ses choix littéraires. Il voyage dans différents endroits de l'Oural et en étudie l'histoire, la littérature et le folklore. Il décide ainsi de se consacrer à la littérature. Mamine se sépare de sa compagne en 1890 pour se mettre en ménage avec une artiste du théâtre dramatique d'Ekaterinbourg, Maria Abramova, puis il déménage à Saint-Pétersbourg au début des années 1890. Maria Abramova meurt en couches en 1892 à l'âge de vingt-huit ans, laissant une fille atteinte de chorée, Hélène (dite Alionouchka), à son père éploré. Celui-ci se bat juridiquement pour prouver ses droits à la paternité. Elle mourra en 1914 de tuberculose. Dmitri Mamine écrit tout un cycle d'histoires pour enfants intitulé Les Contes d'Alionouchka.
Il visite en 1902 avec des amis littérateurs la station thermale de Kislovodsk dans le Caucase, ce qui donne lieu à son récit Désastreux Caucase («Погибельный Кавказ»). Le 4 août 1911, il a une hémorragie intracérébrale, ce qui lui laisse les membres paralysés et à l'été 1912 il souffre de nouveau de pleurite. Il meurt quelques mois plus tard, le 15 novembre à Saint-Pétersbourg. Il est enterré au cimetière Saint-Nicolas de la laure Saint-Alexandre-Nevski et deux ans plus tard sa fille l'y rejoint. Leurs restes sont transférés en 1956 à la passerelle des écrivains du cimetière Volkovo.

## Œuvre

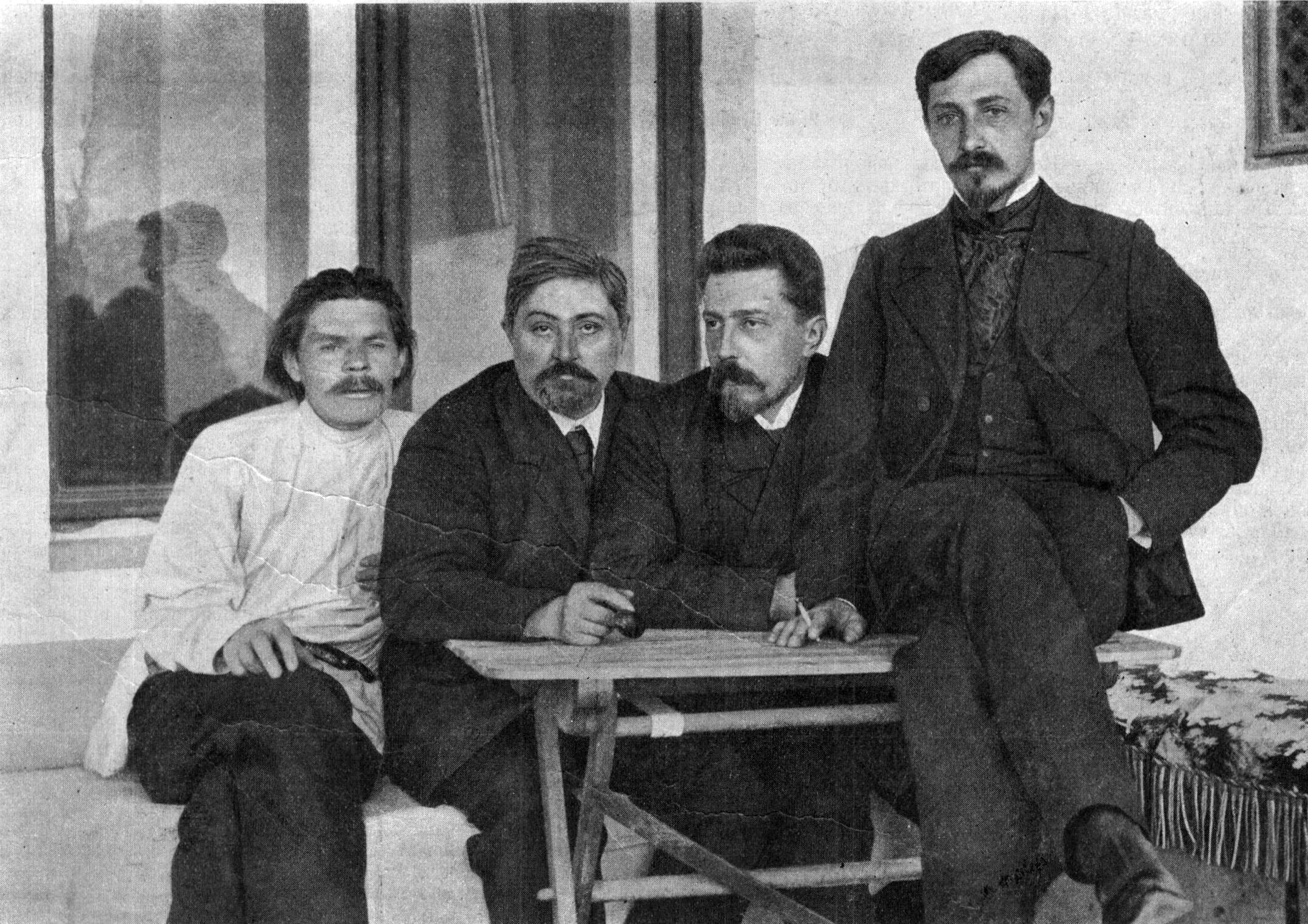
De g. à dr.: Gorki, Mamine-Sibiriak, Telechov et Bounine à Yalta en 1902.

Il entre dans la littérature avec une série d'essais de voyage De l'Oural à Moscou (1881-1882), publiés dans le journal moscovite Les Nouvelles russes. Puis dans la revue Affaire («Дело»), il publie son essai Dans les pierres («В камнях»), et des récits: Au bord de l'Asie («На рубеже Азии»), Dans les âmes minces («В худых душах») et autres. Beaucoup sont signés du pseudonyme de « D. Sibiriak » », afin de ne pas être confondu avec M. Tomski, auteur d'un roman sans succès.
L'un de ses premiers romans est intitulé Dans le tourbillon de la passion («В водовороте страстей») et publié dans une revue peu connue. Il le signe du nom de plus d'E. Tomski; mais ce roman est tellement raillé par la critique qu'il décide de ne pas reprendre tout de suite la plume. Son premier roman d'importance est intitulé Les Millions de Privalov («Приваловские миллионы») (1883), paru pendant une année dans la revue Affaire et rencontre un bon écho. En 1884, il publie dans Les Annales de la Patrie son roman Le Nid de montagne («Горное гнездо»), qui renforce sa réputation d'écrivain réaliste.
Des voyages prolongés dans la capitale impériale (1881-1882, 1885-1886) renforcent les liens littéraires de Mamine-Sibiriak; il fait la connaissance de Vladimir Korolenko, de Nikolaï Zlatovratski, de Victor Glotsev, et d'autres. Il écrit et publie plusieurs petites nouvelles et essais. Les derniers trois livres d'importance de l'écrivain sont ses deux romans Traits de vie de Pepko («Черты из жизни Пепко», 1894), Étoiles tombantes («Падающие звезды», 1899) et sa nouvelle Moumma («Мумма», 1907). L'auteur dépeint la vie de l'Oural et de la Sibérie à l'époque de la réforme agraire et de la montée en puissance du capitalisme industriel, et en parallèle de l'effondrement des mœurs. Dans certaines de ses œuvres, Mamine-Sibiriak (comme dans les nouvelles contemporaines Vanka, Je veux dormir de Tchekhov, ou dans certaines de Korolenko et de Grigorovitch) relate le sort amer d'enfants de familles pauvres, voués tôt à un travail acharné et parfois à une mort précoce: l'on peut citer Le Soutien de famille («Кормилец», 1885) ou En formation («В ученье», 1892) et La Brochette («Вертел», 1897).

## Publications

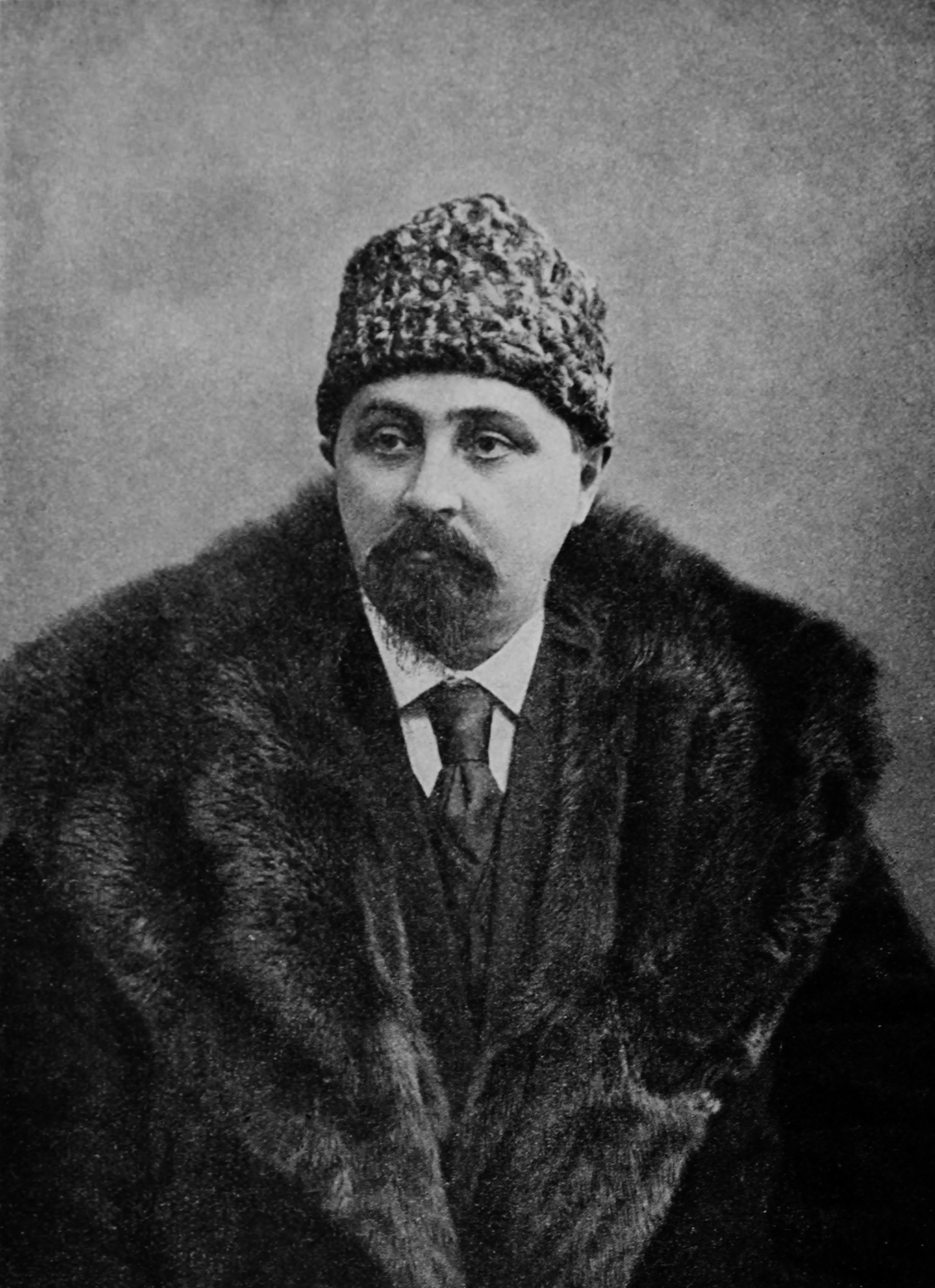
Mamine-Sibiriak.

### Romans
- «В водовороте страстей» [Dans le tourbillon de la passion] (1876)
- «Омут» [Le Tournant] (1878-1881) (inachevé)
- «Приваловские миллионы» [Les Millions de Privalov] (1883)[7], traduit en français par Jean Champenois sous le titre Les Millions de Privalov, Moscou, éd. Langues étrangères, 1956.
- «Горное гнездо» [Le Nid de montagne] (1884)
- «Дикое счастье» («Жилка») [Bonheur sauvage] (1884), mis à l'écran deux fois: Во власти золота (Sous le pouvoir de l'or) en 1957 et Золото (L'Or) en 2012
- «Бурный поток» [Le Courant agité] («На улице», [Dans la rue] 1886)
- «Именинник» [Le Garçon dont c'est le jour de fête] (1888)
- «Три конца» [Trois fins] (1890)
- «Золото» [L'Or] (1892)
- «Весенние грозы» [Orages printaniers] (1893)
- «Без названия» [Sans nom] (1893)
- «Черты из жизни Пепко» [Traits de vie de Pepko] (1894)
- «Хлеб» [Le Pain] (1895)
- «Ранние всходы» [Semis précoces] (1896)
- «Общий любимец публики» [Le Grand Favori du public] (1898)
- «Падающие звёзды» [Étoiles tombantes] (1899)

### Récits, nouvelles, essais
- «От Урала до Москвы», [De l'Oural à Moscou] série d'essais (1881-1882),
- «Старатели», [Prospecteurs] essai (1883). Publié dans la revue La Pensée russe («Русская мысль»), janvier, février; ensuite renommé Dans les montagnes («В горах»).
- «Паучки (Гнездо пауков)» [La Toile d'araignée (Le Nid des araignées)], récit (1886). Publié dans la revue L'Observateur («Наблюдатель»), n° 11. Publié dans le recueil Le Million et autres récits («Миллион и другие рассказы»), 1904.
- «Братья Гордеевы» [Les Frères Gordeïev], nouvelle (1891). Publiée dans La Pensée russe, 1891, n° 9, n° 10, sous le pseudonyme de D. Sibiriak
- «Охонины брови» [Les Sourcils d'Okhonine], nouvelle (1892)
- «Кисейная барышня», nouvelle (1889). Publiée dans L'Observateur, n° 12
- «Последняя треба» [Dernière Obligation], récit. Publié dans la revue Le Monde de Dieu («Мир Божий»), 1892, n° 12
- «Уральские рассказы» [Récits de l'Oural], recueil de récits (1895), traduit en français par Jean Leclère sous le titre Oural, Bruxelles, éd. La Boétie (1946)
- «Сибирские рассказы» [Récits de Sibérie], recueil de récits (1889).
- «Алёнушкины сказки» [Contes d'Alionouchka] (1894-1896), traduit et adapté en français par Léon Golschman, sous le titre Contes à mon enfant, Paris, éd. Ollendorf (1909)
- «Серая Шейка» [Cou-Gris] (1893, mis à l'écran sous le même titre en dessin animé en 1948 (Серая Шейка)
- «Зарницы» [Fulgurations] (1897)
- «По Уралу» [À travers l'Oural] (1899)
- «Золотуха. (Очерки приисковой жизни)» [Les Écrouelles. (Essais sur la vie dans les mines)] (1883)
- «Бойцы. (Очерки весеннего сплава по реке Чусовой)» [Les Combattants. (Essais sur le canotage de printemps sur la rivière Tchoussovaïa)] (1883)
- «Последние клейма». Очерк из цикла «Разбойники» [Les Dernières Marques. Essai du cycle Les Brigands]. Publié en 1899
- «Приёмыш» [L'Enfant adopté]
- «Зимовье на Студёной (Музгарко)» [Cabane d'hiver sur la Stoudenaïa (Mouzgarko] (1885)
- «Белое золото» [L'Or blanc], nouvelle (1897).